# Zaćmienie Słońca z 19 sierpnia 1887

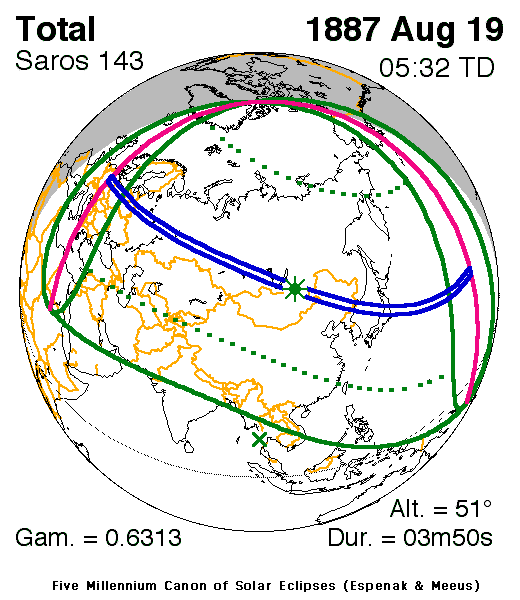
Mapa zaćmienia

Zaćmienie Słońca z 19 sierpnia 1887 - całkowite zaćmienie Słońca widoczne w pasie od północnych Prus przez Imperium Rosyjskie (w tym Królestwo Polskie) aż po Mandżurię, Japonię i północno-zachodni Pacyfik. Osiągnęło swoje maksimum na Zabajkalu, gdzie faza całkowita trwała 3 minuty 50 sekund. Było widoczne jako zaćmienie częściowe na znacznej części Europy, Bliskiego Wschodu, Azji i Arktyki.
Zaćmienie to było inspiracją dla Bolesława Prusa do napisania powieści Faraon. Pisarz obserwował zjawisko w Mławie. Zaćmienie obserwował także pisarz Stefan Żeromski, który przebywał wówczas w Szulmierzu. W obu miejscach niebo było jednak całkowicie zachmurzone.